# Treasury Bill
 (juin 2020).
Si vous disposez d'ouvrages ou d'articles de référence ou si vous connaissez des sites web de qualité traitant du thème abordé ici, merci de compléter l'article en donnant les références utiles à sa vérifiabilité et en les liant à la section « Notes et références ».
Un T-Bill ou Treasury bill (en français : « billet du trésor ») est une obligation à court terme émise par le gouvernement américain, et dont l'échéance est d’un an ou moins. 
Ils équivalent aux BTF de l'État français.

## Émission
Les T-Bills sont communément émis avec des maturités de 28 jours (ou 4 semaines, ou un mois), 91 jours (13 semaines, ou trois mois) et 182 jours (26 semaines, ou six mois). Ils sont vendus chaque semaine lors d’enchères hebdomadaires. La somme minimale de souscription est de 1 000 dollars (le plancher était autrefois[Quand ?] de 10 000 dollars) :
- Les billets dont l'échéance est à un mois ou moins sont annoncées chaque lundi pour les enchères du mardi le lendemain, et leur règlement s'effectue le jeudi suivant.
- Les autres billets dont l’échéance est à trois mois ou plus sont annoncés chaque jeudi pour les enchères du lundi suivant, et leur règlement s'effectue également le jeudi suivant.

## Rachat
Le rachat des titres arrivés à maturité s'opère également le jeudi, le même jour que le règlement des achats de nouveaux titres.

## Description
Sur le même modèle que les obligations zéro-coupons, ils ne versent pas d'intérêts avant l'échéance, mais sont à la place vendus avec une décote par rapport à leur valeur faciale ce qui permet au souscripteur d'obtenir un bénéfice à l'échéance.
Les T-Bills sont reconnus comme constituant les obligations du trésor les moins risquées aux États-Unis par les investisseurs. Ils sont cotés à l'achat et à la vente sur le marché secondaire sur une base annuelle du rendement à échéance. Les principaux acquéreurs de ces titres sont les banques et les institutions financières.